# Људевит Вуличевић
Људевит Вуличевић (итал. Lodovico Vulicevic; Цавтат, 30. септембар 1839 — Напуљ, 27. јул 1916) био је српски писац, есејиста, филозоф и свештеник.

## Биoграфија
На крштењу је добио име Петар Јероним, али ће постати познат по своме монашком имену – Људевит. Растао је уз мајку Јелену (Јеле) Вуличевић, чије је презиме носио.
Пучку школу завршио је у родном граду, а 1854. године приступио је фрањевцима, када је у дубровачком фрањевачком манастиру постао редовник. Ту је завршио гимназију, а 1856. премештен је у фрањевачки манастир светог Панкрација у Барабану, у Млетачкој, где је свечано заветован и тада је постао монах. У Венецији је Људевит студирао филозофију две године, а потом и теологију три године. У Дубровник се вратио 1862. године као школовани свештеник.
Васа Стајић, писац Вуличевићеве биографије пише:
“Мати Јеле била је маломе Петру Јерониму и отац и мајка. У љубави према јединцу лакше она заборављаше горке своје жалости. Дојила га је и хранила, а после преливала своју душу у његову, благом и тихом својом душом стишаваше она немирни и бурни дух будућег борца. Певала му је народне песме и казивала приповетке и везала га тиме за наш народ тако да дуго школовање у туђини, и живот у туђини, не могаше прекинути ту везу." Колико је улога мајке у његовом животу била битна и с каквом га је љубављу мајка одгајала, видеће се најбоље у кљизи „Моја мати“ коју су назвали „поетским манифестом узвишеног човекољубља.”
Људевит Вуличевић је био учитељ Алексе Шантића у периоду када је херцеговачки песник боравио у Трсту код ујака Тодора Аничића, богатог трговца.

## Ставови
Иако католички свештеник, српска народна мисао му је била примарна, па је у том контексту у писму Штросмајеру, из Трста, 8./20. септембра 1881. осудио противсловенски и противправославни рад бискупа Штрисмајера. Написао је да су грозни односи између нас и Ватикана. Да су крвљу написани они листови наше повијести и да их морамо држати вавјек отворене пред очима својег народа, да га криви пророци не преваре и не уведу у нове напасти, у несреће горе. У истом писму спомиње српске државе, мислећи на Србију и Црну Гору. Папина власт настаје тек након Константиновог одласка из Рима у Цариград. Свети Петар није ни кренуо из Палестине, па по томе није ни био у Риму и власт које папе заснивају на њему, није историјски утемељена. Не пише Талијани, него Талијанци, замерајући папизму што су само они папе.  Сматрао је да Словени и Срби горег душманина од Ватикана немају и да су се Срби богумили у Босни, потурчили због окрутности Ватикана. У Пули су га Италијани хтели живог у гроб бацити 1872., чега је био сведок бискуп Јурај Добрила. Штросмајеру је замерао што ради прљав посао на ширењу ненародног и протународног католицизма на Балкану. Писао му је: Ти си вођа Хрватима, а не нама, теби је сврха у Риму... ти нас не схваћаш, не схваћаш Српства, Славјанства, а и ми тебе не схваћамо, али о теби, знај да сумњамо. 